# Schronisko Kręte w Panieńskich Skałach
Schronisko Kręte w Panieńskich Skałach – schronisko w Panieńskich Skałach na wzgórzu Sowiniec w Lesie Wolskim w Krakowie. Pod względem geograficznym znajduje się w mezoregionie Pomost Krakowski, będącym częścią makroregionu Bramy Krakowskiej.

## Opis obiektu
Znajduje się w głównej grupie Panieńskich Skał pod szerokim okapem. Ma bardzo szeroki, lecz niski otwór wejściowy, który szybko zwęża się przechodząc w ciasną rurę krasową. Można nią przecisnąć się na długości około 2 m, dalej staje się zbyt ciasna. Z jej lewej strony rury odchodzi krótkie, ślepo kończące się odgałęzienie.
Schronisko powstało w wapieniach z jury późnej. Ma ubogą szatę naciekową w postaci niewielkich i zwietrzałych polew. Namulisko dość obfite, składające się głównie z liści nawianych przez wiatr. Zimą w schronisku tworzą się lodowe sople. Przy wejściu do otworu pod okapem rośnie mech Fissidens gracilifolius.
Schronisko znane było od dawna. Po raz pierwszy wzmiankował go S. Zaręczny w 1894 r.. Zaznaczył go na szkicu jaskiń Skał Panieńskich T. Fischer w 1938 r. i wymienili w spisie jaskiń M. Szelerewicz i A. Górny w 1986 r. Dokumentację schroniska opracowali M. Pruc i J. Baryła w październiku 1999 r., plan sporządził M. Pruc.

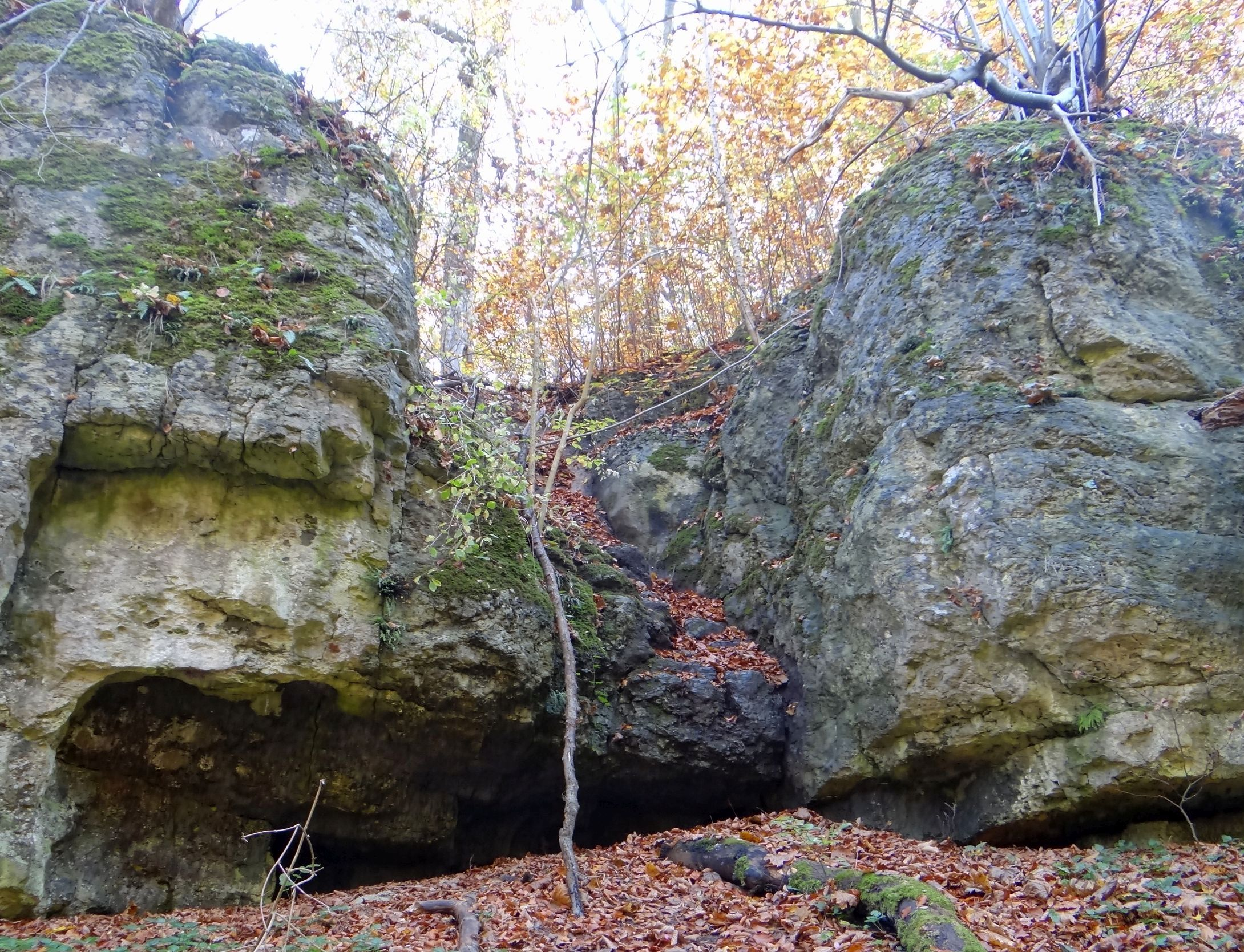
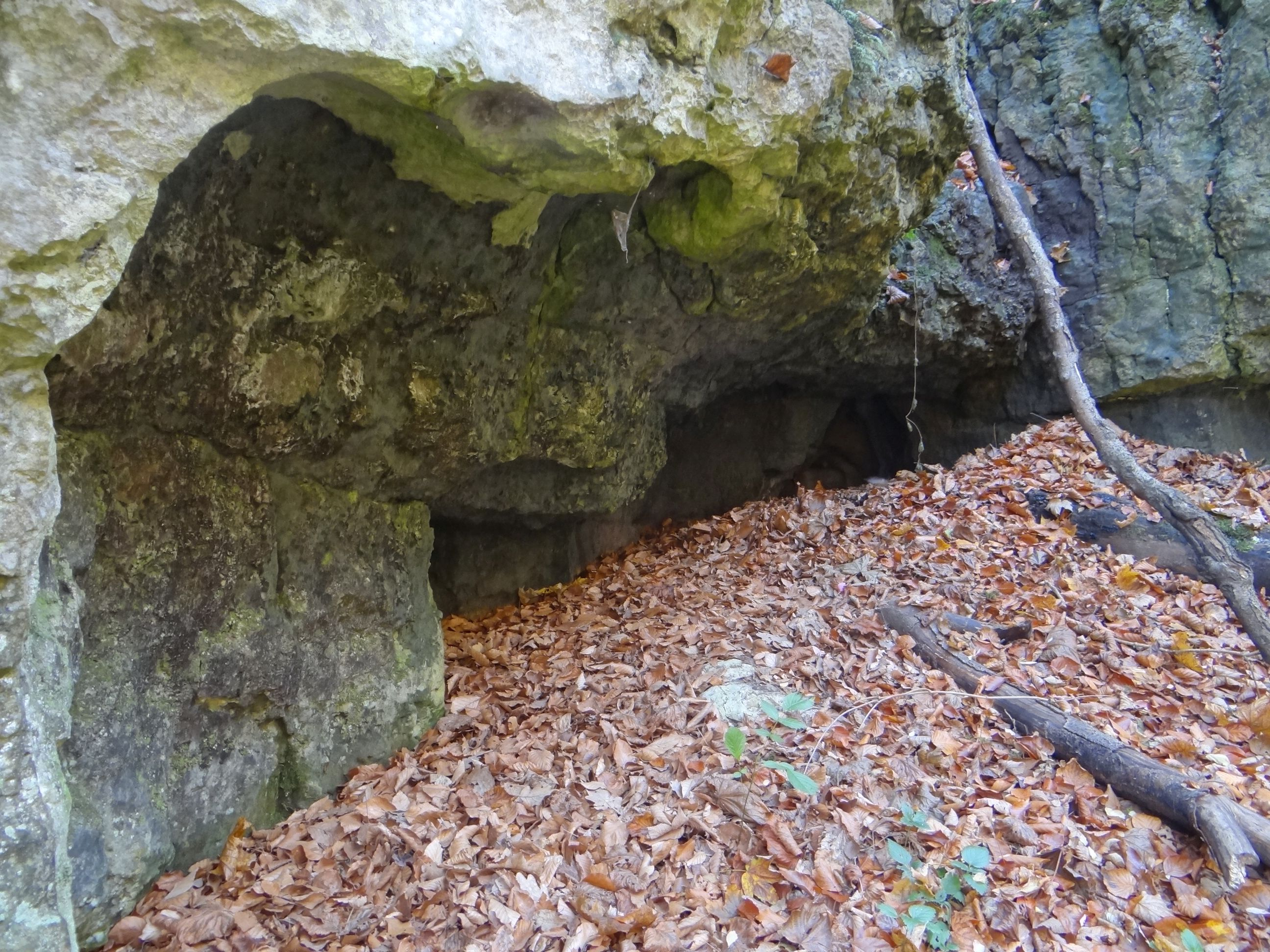
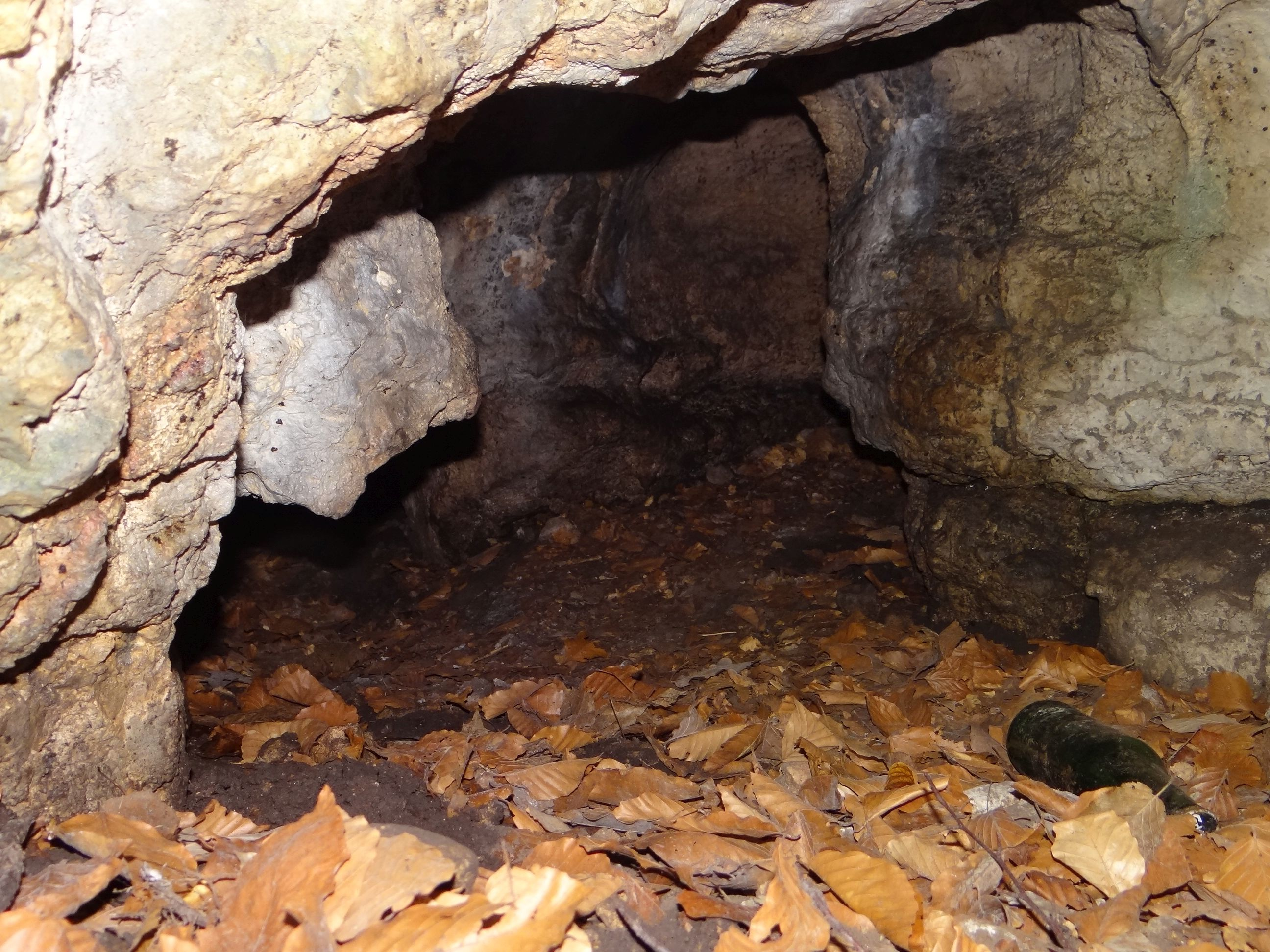
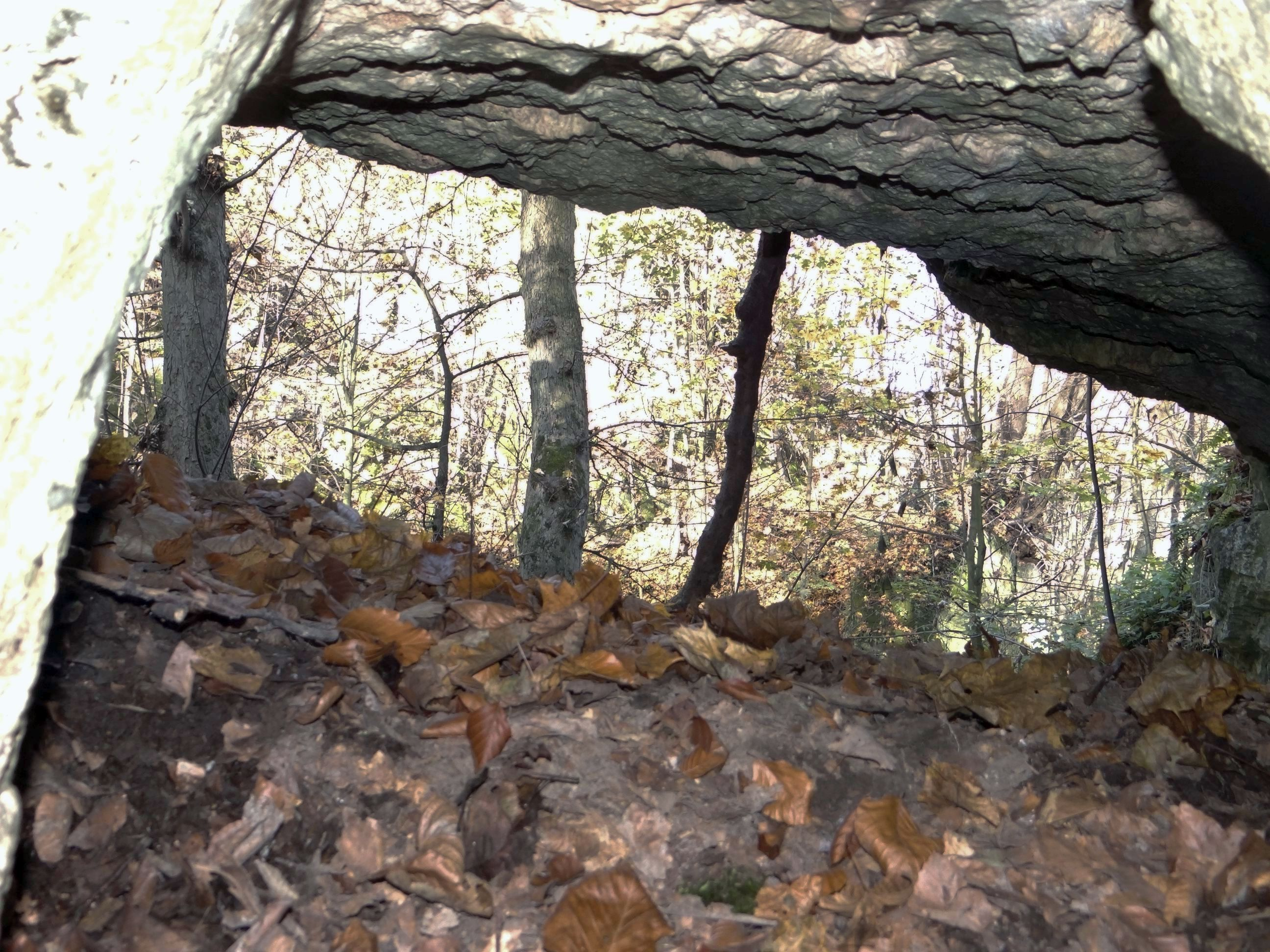
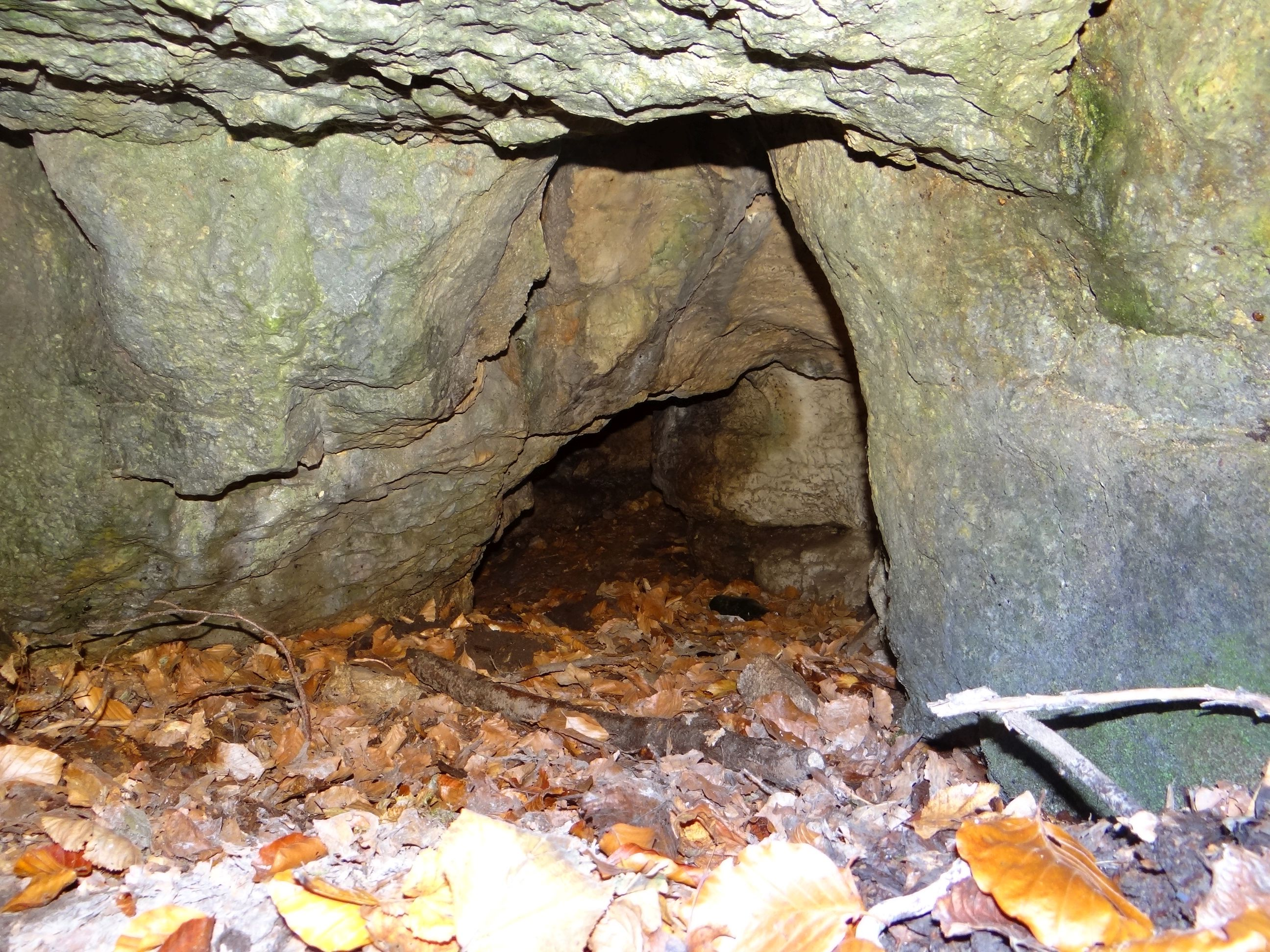